# Georgette Heyer
Georgette Heyer (Londres, 16 de agosto de 1902 – Londres, 4 de julho de 1974) foi uma romancista e contista inglesa, tanto no gênero romance histórico quanto no gênero de ficção policial. Sua carreira de escritora começou em 1921, quando ela transformou uma história para seu irmão mais novo no romance The Black Moth. Em 1925, Heyer casou-se com George Ronald Rougier, um engenheiro de minas. O casal morou vários anos no Território de Tanganica e na Macedônia antes de retornar à Inglaterra em 1929. Depois que seu romance These Old Shades (1926) se tornou popular, apesar de seu lançamento durante a Greve Geral, Heyer determinou que publicidade não era necessária para boas vendas. Pelo resto de sua vida, ela se recusou a conceder entrevistas, dizendo a um amigo: "Minha vida privada só diz respeito a mim e minha família".
Heyer essencialmente estabeleceu o gênero do romance histórico e seu subgênero romance da regência, tendo suas regências sido inspiradas em Jane Austen. Para garantir a precisão, ela coletou obras de referência e manteve anotações detalhadas sobre todos os aspectos da vida na regência. Enquanto alguns críticos achavam os romances muito detalhados, outros consideravam o nível de detalhe o maior trunfo de Heyer. Sua natureza meticulosa também era evidente em seus romances históricos; inclusive, recriou a travessia de Guilherme, o Conquistador rumo à Inglaterra para seu romance The Conqueror (1931).
A partir do ano de 1932, a escritora começou a lançar um romance e um suspense a cada ano. Seu marido frequentemente fornecia contornos básicos para os enredos de seus thrillers, deixando que ela desenvolvesse relacionamentos de personagens e diálogos para dar vida à história. Embora muitos críticos descrevam os romances policiais de Heyer como não originais, outros, como Nancy Wingate, elogiam-os "por sua inteligência e comédia, bem como por seus enredos bem elaborados".
Seu sucesso às vezes era prejudicado por problemas com fiscais e supostos plagiadores. Heyer optou por não abrir processos contra os supostos ladrões literários, mas tentou de várias maneiras minimizar sua responsabilidade fiscal. Forçada a deixar de lado as obras que chamou de "magnum opus" (uma trilogia que cobre a Casa de Lancaster) para escrever obras de maior sucesso comercial, a romancista criou uma sociedade de responsabilidade limitada para administrar os direitos de seus romances. Ela teve vários problemas com inspetores fiscais, relacionados à sociedade que constituiu. Assim, em 1966, vendeu a empresa e os direitos de dezessete de seus romances para Booker-McConnell. Heyer continuou escrevendo até sua morte em julho de 1974. Naquela época, 48 de seus romances ainda estavam sendo impressos. Seu último livro, My Lord John (1975), foi publicado postumamente.

## Primeiros anos
Heyer nasceu em Wimbledon, Londres, em 1902 e recebeu o nome de seu pai, George Heyer. Sua mãe, Sylvia Watkins, estudou violoncelo e piano e foi uma das três primeiras alunas de sua classe no Royal College of Music. O avô paterno de Heyer havia emigrado da Rússia, enquanto seus avós maternos eram donos de rebocadores no rio Tâmisa.
Ela era a mais velha de três filhos. Seus irmãos George Boris (conhecido como Boris) e Frank eram quatro e nove anos mais novos que ela, respectivamente. Durante parte de sua infância, a família viveu em Paris, mas retornou à Inglaterra logo após o início da Primeira Guerra Mundial em 1914. Embora o sobrenome da família tivesse sido pronunciado "higher", o advento da guerra levou seu pai a mudar para a pronúncia "hair" para que não fossem confundidos com alemães. Durante a guerra, o pai dela serviu como oficial de requisições do exército britânico na França; após seu fim, ele foi nomeado Membro da Ordem do Império Britânico (MBE), tendo deixado o exército em 1920 com o posto de capitão. Posteriormente, lecionou no King's College de Londres e ocasionalmente escrevia para o The Granta.
George Heyer incentivou fortemente seus filhos a ler e nunca lhes proibiu nenhum livro. Georgette lia muito e frequentemente se reunia com suas amigas Joanna Cannan e Carola Oman para discutirem sobre livros. Heyer e Oman mais tarde compartilharam seus trabalhos em andamento e e uma analisava a(s) obra(s) da outra.
Aos 17 anos, Heyer começou a escrever uma história em série para divertir seu irmão Boris, que sofria de uma forma de hemofilia e costumava estar fraco. Seu pai gostou da história e pediu-lhe que a preparasse para publicação. O agente dele encontrou uma editora para o livro dela, e The Black Moth, cujo enredo gira em torno das aventuras de um jovem que assumiu a responsabilidade pela trapaça de seu irmão, foi publicado em 1921. De acordo com sua biógrafa, Jane Aiken Hodge, o romance continha muitos dos elementos que se tornariam o padrão para os romances de Heyer: a "liderança masculina saturnina, o casamento em perigo, a esposa extravagante e o grupo de jovens ociosos e divertidos". No ano seguinte, um de seus contos contemporâneos, A Proposal to Cicely, foi publicado na Happy Magazine.

## Casamento
Enquanto estava de férias com sua família em dezembro de 1920, Heyer conheceu George Ronald Rougier, que era dois anos mais velho que ela. Os dois se tornaram parceiros regulares de dança, enquanto ele estudava na Royal School of Mines para se tornar um engenheiro de minas. Na primavera de 1925, logo após a publicação de seu quinto romance, eles ficaram noivos. Um mês depois, o pai de Heyer morreu de ataque cardíaco; porém, ele não havia deixado pensão para os filhos, e Heyer assumiu a responsabilidade financeira por seus irmãos, de 19 e 14 anos. Dois meses após a morte de seu pai, em 18 de agosto, Heyer e Rougier se casaram em uma cerimônia simples.
Em outubro de 1925, Rougier foi enviado para trabalhar nas montanhas do Cáucaso, em parte porque aprendera russo quando criança. Ela permaneceu em casa e continuou a escrever. Em 1926, lançou These Old Shades, em que o duque de Avon corteja sua própria pupila. Ao contrário de seu primeiro romance, este se concentrava mais nos relacionamentos pessoais do que na aventura. O livro foi publicado em meio à greve geral de 1926 no Reino Unido. Como resultado, o romance não recebeu cobertura de jornal, críticas ou publicidade; no entanto, 190 mil cópias foram vendidas. Como a falta de publicidade não prejudicou as vendas do romance, Heyer recusou-se pelo resto da vida a promover seus livros, embora seus editores sempre lhe pediam para dar entrevistas. Certa vez, ela escreveu a uma amiga que "quanto a ser fotografada no trabalho ou em meu jardim do Velho Mundo, esse é o tipo de publicidade que considero nauseante e totalmente desnecessária. Minha vida privada só diz respeito a mim e minha família".
Rougier voltou para casa no verão de 1926, mas em poucos meses foi enviado para o território de Tanganica, na África Oriental. Heyer juntou-se a ele no ano seguinte. Eles moravam em uma cabana feita de capim-elefante localizada no bush. Ela foi a primeira mulher branca que seus servos viram. Enquanto estava em Tanganica, Heyer escreveu The Masqueraders (1928). Ambientado em 1745, o livro segue as aventuras românticas de irmãos que fingem ser do sexo oposto para proteger a família, todos ex-jacobitas. Embora a escritora não tivesse acesso a todo o seu material de referência, o livro continha apenas um anacronismo: ela colocou a abertura do clube londrino White's um ano antes do previsto. Além disso, também escreveu um relato de suas aventuras, intitulado The Horned Beast of Africa, que foi publicado em 1929 no jornal The Sphere.
Em 1928, Heyer seguiu seu marido para a Macedônia, onde ela quase morreu depois que um dentista administrou um anestésico indevidamente. A escritora insistiu que eles voltassem para a Inglaterra antes de começar uma família. No ano seguinte, Rougier deixou seu emprego, o que fez com que Heyer se tornasse a principal fonte de renda da família. Depois de ter fracassado na administração de uma empresa de gás, coque e iluminação, Rougier comprou uma loja de esportes em Horsham com dinheiro emprestado das tias de Heyer. Boris, irmão dela, morava em cima da loja e ajudava Rougier, enquanto a romancista continuava a fornecer a maior parte dos ganhos da família com sua escrita.

## Romances da regência
As primeiras obras de Heyer foram romances, a maioria ambientada antes de 1800. Em 1935, ela lançou Regency Buck, seu primeiro romance ambientado no período da Regência. Esse romance, que se tornou um best-seller, essencialmente estabeleceu o gênero romance da Regência. Ao contrário da ficção romântica usadas por outros escritores para retratar o período, os romances de Heyer apresentavam o cenário como um artifício para o enredo. Muitos de seus personagens exibiam sensibilidades dos dias modernos; personagens mais convencionais nos romances apontariam as excentricidades da heroína, como querer se casar por amor. Os livros foram ambientados quase inteiramente no mundo da rica classe alta, e apenas ocasionalmente mencionavam pobreza, religião ou política.
Embora a regência britânica tenha durado apenas de 1811 a 1820, os romances da escritora foram ambientados entre 1752 e 1825. De acordo com o crítico literário Kay Mussell, os livros giravam em torno de um "ritual social estruturado — o mercado de casamento representado pela temporada de Londres" onde "correm o risco de ostracismo por comportamento impróprio". Seus romances da época da Regência foram inspirados nos escritos de Jane Austen, cujos romances se passavam na mesma época. As obras desta, no entanto, eram romances contemporâneos, que descreviam a época em que ela viveu. De acordo com Pamela Regis em seu trabalho A Natural History of the Romance, como as histórias de Heyer ocorreram em meio a eventos ocorridos mais de cem anos antes, ela teve que incluir mais detalhes sobre o período para que seus leitores pudessem entendê-lo. Enquanto Austen podia ignorar as "minúcias de vestido e decoração", Heyer incluiu esses detalhes "para investir nos romances [...] com 'o tom da época'." Revisores posteriores, como Lillian Robinson, criticaram a "paixão de Heyer pelo fato específico sem se preocupar com seu significado", e Marghanita Laski escreveu que "esses aspectos dos quais Heyer é tão dependente para sua criação de atmosfera são exatamente aqueles dos quais Jane Austen [...] referia-se apenas quando queria mostrar que um personagem era vulgar ou ridículo". Dentre outros, A.S. Byatt acredita que "a consciência de Heyer desta atmosfera — tanto dos detalhes das buscas sociais de suas aulas de lazer e da estrutura emocional por trás da ficção que produziu — é seu maior patrimônio".
Determinada a tornar seus romances o mais precisos possível, Heyer coletou obras de referência e materiais de pesquisa para usar enquanto escrevia. Na época de sua morte, ela possuía mais de mil livros de referência histórica, incluindo Debrett e um dicionário de 1808 da Câmara dos Lordes. Além das obras históricas padrão sobre os períodos medieval e do século XVIII, sua biblioteca incluía histórias de caixas de rapé, postes de sinalização e trajes. Ela frequentemente recortava ilustrações de artigos de revistas e anotava vocabulário ou fatos interessantes em cartões, mas raramente registrava onde encontrava as informações. Suas notas foram classificadas em categorias, como Beleza, Cores, Vestido, Chapéus, Casa, Preços e Lojas; e até incluiu detalhes como o custo das velas em um determinado ano. Outros cadernos continham listas de frases, cobrindo tópicos como "Alimentos e louças", "Carinhosos" e "Formas de tratamento". Um de seus editores, Max Reinhardt, uma vez tentou oferecer sugestões editoriais sobre a linguagem em um de seus livros, mas foi prontamente informado por um membro de sua equipe de que ninguém na Inglaterra sabia mais sobre a linguagem da Regência do que Heyer.
No interesse da precisão, Heyer uma vez comprou uma carta escrita pelo 1.º Duque de Wellington para que ela pudesse empregar precisamente seu estilo de escrita. Ela afirmou que cada palavra atribuída a Wellington em An Infamous Army foi realmente falada ou escrita por ele na vida real. Seu conhecimento do período era tão extenso que a escritora raramente mencionava datas explicitamente em seus livros; em vez disso, ela situou a história casualmente referindo-se a eventos maiores e menores da época.

### Tipos de personagem
Heyer se especializou em dois tipos de protagonistas românticos masculinos, os quais ela chamou de Mark I e Mark II. O primeiro, com insinuações de Sr. Rochester, foi (em suas palavras) "rude, dominador e muitas vezes um autoritário." Mark II, por outro lado, era elegante, sofisticado e frequentemente um ícone de estilo. Da mesma forma, suas heroínas — refletindo a divisão de Austen entre alegre e gentil — caíram em dois grandes grupos: o tipo alto e arrojado, masculinizado, e o tipo quieto e intimidado.
Quando um herói de Mark I encontra uma heroína de Mark I, como em Bath Tangle (1955) ou Faro's Daughter (1941), surge um grande drama; enquanto uma interessante reviravolta no paradigma subjacente é fornecida pela obra The Grand Sophy, em que o herói Mark I se considera um Mark II e tem que ser desafiado para que sua verdadeira natureza surja.

## Suspenses
Em 1931, Heyer publicou The Conqueror, o primeiro de seus romances históricos a narrar eventos reais do ponto de vista da ficção. Ela pesquisou a vida de Guilherme, o Conquistador, até mesmo percorrendo a rota que ele tomou ao cruzar para a Inglaterra. No ano seguinte, a escrita dela se desviou drasticamente de seus romances quando publicou seu primeiro suspense, Footsteps in the Dark. A publicação do romance coincidiu com o nascimento de seu único filho, Richard George Rougier, a quem chamou de sua "obra mais notável (até mesmo inigualável)". Mais tarde em sua vida, Heyer solicitou que seus editores se abstivessem de reimprimir Footsteps in the Dark, dizendo "Este trabalho, publicado simultaneamente com meu filho [...] foi o primeiro de meus thrillers e foi perpetuado enquanto eu era, como qualquer personagem da Regência faria disse, aumentando. Um marido e dois irmãos irreverentes tinham dedos nele, e eu não o reivindico como uma Obra Principal."
Nos anos seguintes, Heyer publicou um romance e um thriller a cada ano. Os romances eram muito mais populares: eles geralmente vendiam 115 mil cópias, enquanto seus thrillers vendiam 16 mil cópias. De acordo com seu filho, Heyer "considerava a escrita de histórias de mistério mais como nós encararíamos um jogo de palavras cruzadas — uma diversão intelectual antes que as tarefas mais difíceis da vida tenham que ser enfrentadas". O marido de Heyer esteve envolvido em grande parte de sua escrita. Ele costumava ler as provas de seus romances históricos para detectar quaisquer erros que ela pudesse ter perdido e serviu como um colaborador para seus thrillers. Ele forneceu os enredos das histórias de detetive, descrevendo as ações dos personagens "A" e "B". Heyer então criaria os personagens e as relações entre eles e daria vida aos pontos da trama. Às vezes ela achava difícil confiar nos planos de outra pessoa; em pelo menos uma ocasião, antes de escrever o último capítulo de um livro, ela pediu a Rougier que explicasse mais uma vez como o assassinato foi realmente cometido.
Suas histórias de detetive, que, de acordo com o crítico Earl F. Bargainnier, "se especializam em assassinatos de famílias da classe alta", eram conhecidas principalmente por suas doses de comédia, melodrama e romance. A comédia não derivou da ação, mas da personalidade e do diálogo dos personagens. Na maioria desses romances, todos ambientados na época em que foram escritos, o foco dependia principalmente do herói, com um papel menor para a heroína. Seus primeiros romances de mistério frequentemente apresentavam heróis atléticos; uma vez que o marido de Heyer começou a perseguir seu sonho de toda a vida de se tornar um advogado, os romances começaram a apresentar advogados e barristers em papéis principais.
Em 1935, os thrillers da autora começaram a apresentar dois detetives chamados Superintendente Hannasyde e Sargento (mais tarde Inspetor) Hemingway. Os dois nunca foram tão populares quanto outros detetives fictícios contemporâneos, como Hercule Poirot, de Agatha Christie, e Lord Peter Wimsey, de Dorothy L. Sayers. Um dos livros com os personagens de Heyer, Death in the Stocks, foi dramatizado na cidade de Nova York em 1937 como Merely Murder. A peça focava mais na comédia do que no mistério, e foi cancelada após três apresentações.
De acordo com a crítica Nancy Wingate, os romances policiais de Heyer, os últimos escritos em 1953, frequentemente apresentavam métodos, motivos e personagens pouco originais, já que sete deles usavam a hereditariedade como motivo. Os romances sempre se passavam em Londres, em uma pequena vila ou em uma festa em casa. O crítico Erik Routley classificou muitos de seus personagens como clichês, incluindo o policial inculto, uma exótica dançarina espanhola e um vigário rural com uma esposa neurótica. Em um de seus romances, os sobrenomes dos personagens estavam até em ordem alfabética de acordo com a ordem em que foram introduzidos. De acordo com Wingate, as histórias de detetive de Heyer, como muitas outras da época, exibiam um distinto esnobismo em relação aos estrangeiros e às classes mais baixas. Seus homens de classe média costumavam ser rudes e estúpidos, enquanto as mulheres eram práticas ou exibiam pouca inteligência, não sabendo usar a gramática e caindo facilmente em vícios. Apesar dos estereótipos, entretanto, Routley afirma que Heyer tinha "um dom bastante notável para reproduzir a conversa frágil e irônica da mulher inglesa de classe média alta daquela época (imediatamente antes de 1940)". Wingate ainda menciona que os thrillers de Heyer eram conhecidos "por sua inteligência e comédia, bem como por seus enredos bem elaborados".

## Problemas financeiros
Em 1939, Rougier foi chamado à ordem, e a família mudou-se primeiro para Brighton, depois para Hove, para que ele pudesse viajar facilmente para Londres. No ano seguinte, eles enviaram o filho para uma escola preparatória, o que gerou uma despesa adicional para Heyer. O bombardeio Blitz de 1940–41 interrompeu as viagens de trem na Grã-Bretanha, levando Heyer e sua família a se mudarem para Londres em 1942 para que Rougier ficasse mais perto de seu trabalho.
Depois de almoçar com um representante da Hodder & Stoughton, que publicou suas histórias de detetive, a escritora sentiu que seu anfitrião a havia subestimado. A empresa tinha uma intenção não revelada para o livro seguinte de Heyer; para fazê-los quebrar seu contrato, a escritora escreveu Penhallow, o qual foi descrito por Book Review Digest (1944) como "uma história de assassinato, não uma história de mistério." A Hodder & Stoughton, então, recusou o livro, encerrando, assim, sua associação com Heyer, e Heinemann concordou em publicá-lo. Sua editora nos Estados Unidos, Doubleday, também não gostou da obra e rescindiu o contrato após a publicação.
Durante a Segunda Guerra Mundial, seus irmãos serviram nas forças armadas, aliviando uma de suas preocupações financeiras. Seu marido, por sua vez, serviu na Home Guard, além de continuar como advogado. Como era novo em sua carreira, Rougier não ganhava muito dinheiro, e o racionamento de papel durante a guerra reduziu as vendas dos livros de Heyer. Para cobrir suas despesas, Heyer vendeu os direitos da Commonwealth para These Old Shades, Devil's Cub (1932) e Regency Buck (1935) para seu editor, Heinemann, por 750 libras. Um contato na editora, seu amigo íntimo A.S. Frere, mais tarde, ofereceu-se para devolver os direitos a ela pelo mesmo valor que ela recebeu. Heyer se recusou a aceitar o acordo, explicando que ela havia dado sua palavra de transferir os direitos. Heyer também resenhou livros para Heinemann, ganhando 2 guinéus para cada resenha, e ela permitiu que seus romances fossem serializados no Women's Journal antes de sua publicação como livros de capa dura. O aparecimento de um romance de Heyer normalmente fazia com que a revista se esgotasse completamente, mas ela reclamou que eles "sempre gostam (gostaram) do meu pior trabalho".
Para minimizar sua responsabilidade tributária, Heyer formou uma sociedade de responsabilidade limitada chamada Heron Enterprises por volta de 1950. Royalties de novos títulos seriam pagos à empresa, que então forneceria o salário de Heyer e pagaria os honorários de diretores para sua família. Ela continuaria a receber tanto os royalties de seus títulos anteriores quanto os estrangeiros — exceto para aqueles dos Estados Unidos — iriam para sua mãe. Depois de vários anos, no entanto, um inspetor tributário descobriu que Heyer estava retirando muito dinheiro da empresa. O inspetor considerou os fundos extras como dividendos não divulgados, o que significa que ela devia três mil libras adicionais em impostos. Para pagar os impostos, Heyer escreveu dois artigos, Books about the Brontës e How to be a Literary Writer, que foram publicados na revista Punch. Certa vez, ela escreveu a uma amiga: "Estou ficando tão cansada de escrever livros para o benefício do Tesouro e não posso te dizer o quanto me ressinto por desperdiçar meu dinheiro em coisas estúpidas como Educação e Tornando a Vida Fácil e Luxuosa para os chamados trabalhadores."
Em 1950, Heyer começou a trabalhar no que ela chamou de "a magnum opus dos meus últimos anos", uma trilogia medieval destinada a cobrir a Casa de Lancaster entre 1393 e 1435. Ela estimou que precisaria de cinco anos para concluir as obras. Seus leitores impacientes clamavam continuamente por novos livros. Para satisfazê-los, e às suas obrigações fiscais, Heyer interrompeu-se para escrever romances da Regência. O manuscrito do primeiro volume da série, My Lord John, foi publicado postumamente.
A sociedade de responsabilidade limitada continuou a irritar Heyer e, em 1966, depois que os inspetores fiscais descobriram que ela devia à empresa 20 mil libras, ela finalmente despediu seus contadores. Ela então pediu que os direitos de seu mais novo livro, Black Sheep, fossem atribuídos a ela pessoalmente. Ao contrário de seus outros romances, Black Sheep não se concentrou em membros da aristocracia. Em vez disso, seguiu "a classe média endinheirada", com as finanças um tema dominante no romance.
Os novos contadores de Heyer a incentivaram a abandonar a Heron Enterprises. Depois de dois anos, ela finalmente concordou em vender a empresa para Booker-McConnell, que já possuía os direitos sobre as propriedades dos romancistas Ian Fleming e Agatha Christie. Booker-McConnell pagou a ela aproximadamente 85 mil libras pelos direitos dos 17 títulos de Heyer de propriedade da empresa. Este montante foi tributado à taxa de transferência de capital mais baixa, ao invés da taxa de imposto de renda mais alta.

## Imitadores
Conforme a popularidade de Heyer aumentou, outros autores começaram a imitar seu estilo. Em maio de 1950, um de seus leitores a notificou de que Barbara Cartland havia escrito vários romances em um estilo semelhante ao de Heyer, reutilizando nomes, traços de personagem, pontos da trama e descrições parafraseadas de seus livros, particularmente A Hazard of Hearts, que emprestou personagens de Friday's Child e The Knave of Hearts que tirou  These Old Shades. Heyer concluiu uma análise detalhada dos alegados plágios a seus advogados e, embora o caso nunca tenha chegado ao tribunal e nenhuma desculpa tenha sido recebida, a cópia cessou. Seus advogados sugeriram que ela vazasse a cópia para a imprensa. Heyer recusou.
Em 1961, outro leitor escreveu sobre semelhanças encontradas nas obras de Kathleen Lindsay, particularmente no romance Winsome Lass. Os romances emprestaram pontos da trama, personagens, sobrenomes e muitas gírias da Regência. Depois que os fãs acusaram Heyer de "publicar coisas de má qualidade sob um pseudônimo", Heyer escreveu ao outro editor para reclamar. Quando o autor rejeitou as acusações, Heyer fez uma lista completa dos empréstimos e erros históricos dos livros. Entre eles estava o uso repetido da frase "fazer um bolo de si mesmo", que Heyer descobrira em um livro de memórias impresso de forma privada, indisponível ao público. Em outro caso, o autor fez referência a um incidente histórico que Heyer havia inventado em um romance anterior. Os advogados de Heyer recomendaram uma liminar, mas ela finalmente decidiu não processar.

## Últimos anos
Em 1959, Rougier tornou-se conselheiro da rainha. No ano seguinte, Richard, um de seus filhos, apaixonou-se por Susanna Flint, a então esposa de um conhecido. Desse modo, ele a ajudou a deixar o seu marido, e eles se casaram depois que o divórcio de Flint foi finalizado. Heyer ficou chocada com a situação, mas logo passou a amar sua nora, mais tarde descrevendo-a como "a filha que nunca tivemos e pensamos que não queríamos." Richard e sua esposa criaram seus dois filhos de seu primeiro casamento e deram a Heyer seu único neto biológico em 1966, quando seu filho Nicholas Rougier nasceu.
Conforme Heyer envelhecia, ela começou a sofrer problemas de saúde mais frequentes. Em junho de 1964, ela foi submetida a uma cirurgia para remover uma pedra nos rins. Embora os médicos tivessem previsto inicialmente uma recuperação de seis semanas, dois meses depois previram que levaria um ano ou mais até que ela se sentisse completamente bem. No ano seguinte, ela sofreu uma picada de mosquito que se transformou em sepse, o que levou os médicos a oferecerem enxertos de pele. Em julho de 1973, ela sofreu um leve derrame e passou três semanas em uma casa de repouso. Quando seu irmão Boris morreu no final daquele ano, Heyer estava doente demais para ir ao funeral. Ela sofreu outro derrame em fevereiro de 1974. Três meses depois, foi diagnosticada com câncer de pulmão, que Jane Aiken Hodge atribuiu aos 60-80 cigarros com ponta de rolha que Heyer fumava todos os dias (embora ela dissesse que não inalava). Em 4 de julho de 1974, Heyer morreu. Seus fãs descobriram seu nome de casada pela primeira vez em seus obituários. Sua propriedade foi avaliada em 68,9 mil libras.

## Legado

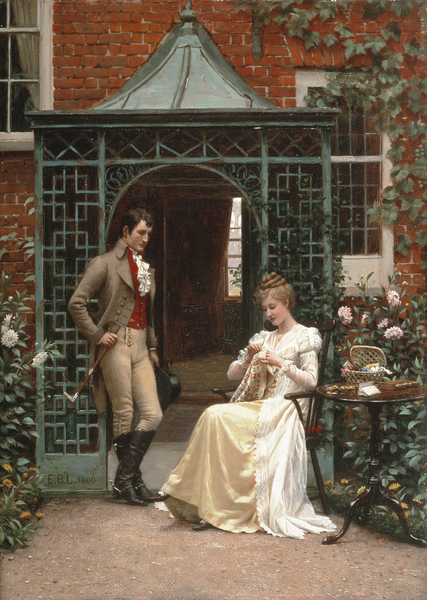
Edmund Leighton pintou a obra On the Threshold (of a Proposal), localizada atualmente na Galeria de Arte de Manchester. Ela retrata um namoro na era regencial inglesa, semelhante aos descritos nos romances históricos de Heyer.

Além de seu sucesso no Reino Unido, os romances de Heyer eram muito populares nos Estados Unidos e na Alemanha e alcançaram vendas respeitáveis na Checoslováquia. A primeira impressão de um de seus romances na Comunidade Britânica frequentemente consistia em 65 mil a 75 mil cópias. Seus romances venderam, coletivamente, mais de cem mil exemplares em capa dura a cada ano. As versões em brochuras geralmente vendiam mais de 500 mil cópias por romance. No momento de sua morte, 48 de seus livros ainda estavam sendo impressos, incluindo seu primeiro romance, The Black Moth.
Seus livros foram muito populares durante a Grande Depressão e a Segunda Guerra Mundial. Seus romances, os quais a jornalista Lesley McDowell descreveu como fontes de "protagonistas corajosos e heroicos, espadas brilhantes e donzelas em perigo", permitiram aos leitores escapar dos elementos mundanos e difíceis de suas vidas. Em uma carta descrevendo seu romance Friday's Child, Heyer comentou: "Acho que devo levar um tiro por escrever tais bobagens [...] mas é inquestionavelmente uma boa literatura escapista e acho que preferiria se estivesse sentada em um abrigo antiaéreo ou me recuperando de uma gripe."
Heyer essencialmente inventou o romance histórico e criou o subgênero do romance da Regência. Quando lançados pela primeira vez como brochuras de mercado de massa nos Estados Unidos em 1966, suas obras foram notadas por seguir "na tradição de Jane Austen". Enquanto outros romancistas começaram a imitar seu estilo e continuaram a desenvolver o romance da Regência, essas produções foram descritas como "continuação da tradição romântica de Georgette Heyer". De acordo com Kay Mussell, "praticamente todo escritor da Regência cobiça [esse] elogio".
Heyer foi criticada por antissemitismo, em particular uma cena em The Grand Sophy (publicado em 1950). O exame dos papéis da família por Jennifer Kloester confirma que ela tinha opiniões pessoais preconceituosas, embora era uma filha leal e uma irmã, esposa e mãe generosas.
Apesar de sua popularidade e sucesso, Heyer foi amplamente ignorada por outros críticos além de Dorothy L. Sayers, que revisou An Unfinished Clue e Death in the Stocks para o The Sunday Times. Embora nenhum de seus romances tenha sido resenhado em um grande jornal, de acordo com Duff Hart-Davis, "a ausência de críticas longas ou sérias nunca a preocupou. O que importava era o fato de que suas histórias eram vendidas em números cada vez maiores." Heyer também foi esquecida pela Encyclopædia Britannica. A edição de 1974 da enciclopédia, publicada logo após sua morte, incluiu entradas sobre os escritores populares Agatha Christie e Dorothy L. Sayers, mas não a mencionou.